# Santiago del Campo (kommunhuvudort)
Santiago del Campo är en kommunhuvudort i Spanien.   Den ligger i provinsen Provincia de Cáceres och regionen Extremadura, i den centrala delen av landet, 240 km väster om huvudstaden Madrid. Santiago del Campo ligger 339 meter över havet och antalet invånare är 322.
Terrängen runt Santiago del Campo är platt. Runt Santiago del Campo är det ganska glesbefolkat, med 45 invånare per kvadratkilometer. Närmaste större samhälle är Cáceres, 16,9 km söder om Santiago del Campo. Omgivningarna runt Santiago del Campo är huvudsakligen savann.